# Eriocaulon aloifolium
Eriocaulon aloifolium là một loài thực vật có hoa trong họ Cỏ dùi trống. Loài này được R.J.Davies mô tả khoa học đầu tiên năm 2007.